# Mélicerte
Pour les articles homonymes, voir Mélicerte (homonymie) et Palémon.
Dans la mythologie grecque, Mélicerte (en grec ancien Μελικέρτης / Melikértês) est le fils du roi de Béotie et de Thessalie Athamas et d'Ino, elle-même fille de Cadmos, fondateur de la célèbre cité de Thèbes. Il a un frère, Léarque. Divinisé, il est devenu Palémon, dieu secourant les marins des tempêtes. Il est également connu dans la mythologie romaine, sous le nom de Portunus.

## Mythe

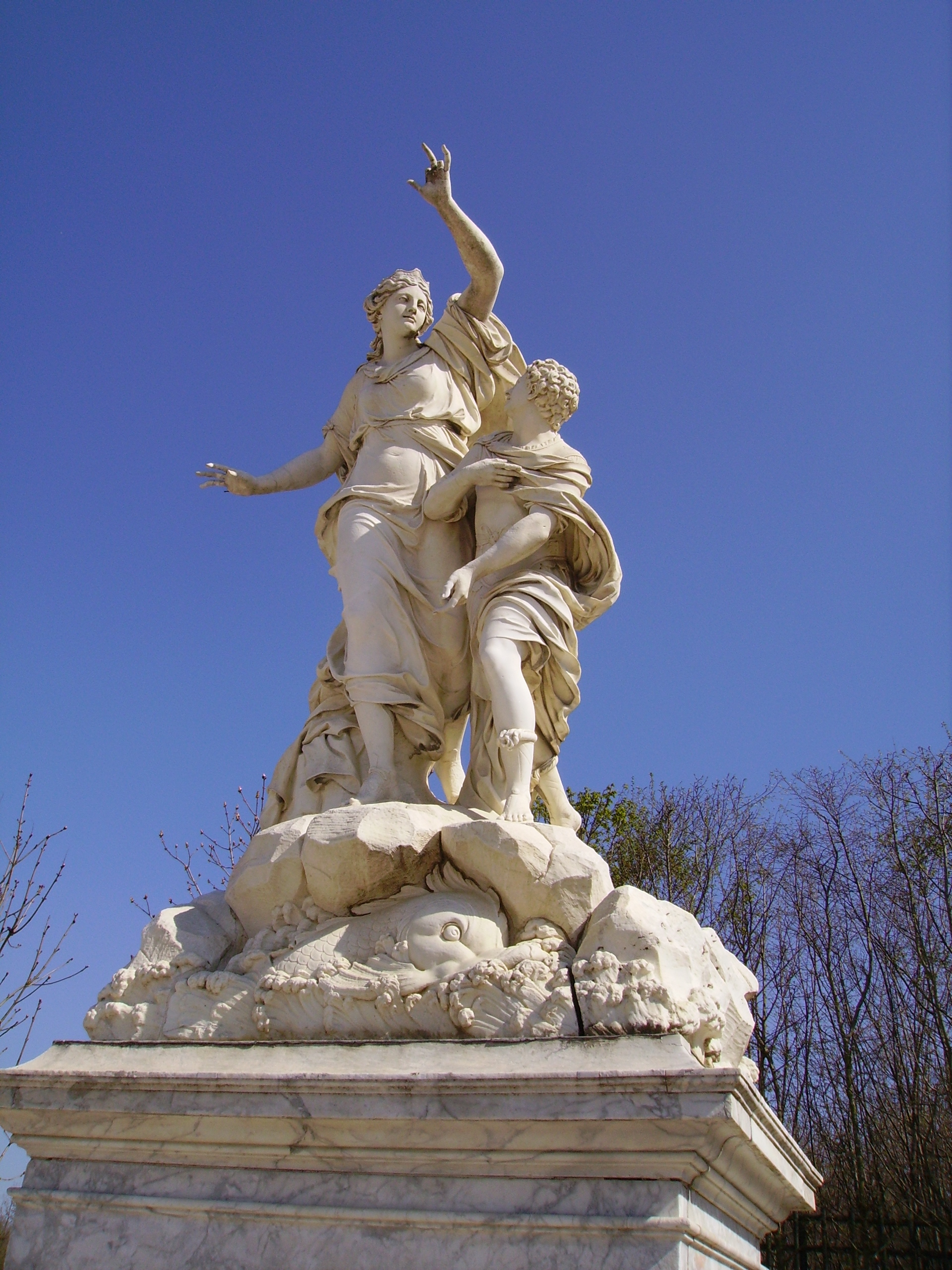
Ino et Mélicerte, statue de Pierre Granier

Dionysos, encore enfant, fut confié par Hermès à Ino, mère de Mélicerte, afin d'être soustrait à la jalousie d'Héra. Elle l'éleva ainsi pendant plusieurs années. Mais la colérique Héra, réputée pour sa rancune tenace, frappa de folie Ino et son mari Athamas. Ainsi, Athamas, prenant son fils Léarque pour un cerf, le pourchassa et le tua. Pour lui échapper, Ino se précipita, quant à elle, dans la mer avec Mélicerte, entre Mégare et Corinthe.
Zeus demanda à Poséidon de les changer en divinités marines. Dès lors, Ino fut appelée Leucothée. Quant à son fils, Mélicerte, son corps fut porté (par un dauphin ou par le seul mouvement des vagues) jusque sur la côte de Corinthe, où on le déifia sous le nom de Palémon (Παλαίμων / Palaímôn, le lutteur). Un autel fut élevé sur le rivage à l'endroit où Sisyphe avait trouvé son cadavre et, suivant l'ordre des Néréides, il institua les Jeux isthmiques en l'honneur du nouveau dieu.
Il avait sur l'isthme un temple, le Palaemonium, où il était honoré en commun avec Poséidon et avec sa mère Leucothée comme divinités protectrices des marins que lui et sa mère secouraient lors des tempêtes. La crypte de cet édifice renfermait le tombeau prétendu de Palémon qui punissait, dit-on, les parjures,.
À Ténédos, on lui sacrifiait des enfants[réf. nécessaire],.
Quelques traditions identifient ou assimilent également le dieu-marin Mélicerte avec Glaucos.

## Représentations
Mélicerte était généralement représenté sous les traits d'un jeune enfant porté par un dauphin ou des divinités marines.

## Sources
- Pseudo-Apollodore, Bibliothèque [détail des éditions] [lire en ligne] (III, 4, 3).
- Hygin, Fables [détail des éditions] [(la) lire en ligne] (II et IV).
- Nonnos de Panopolis, Dionysiaques [détail des éditions] [lire en ligne] (X).
- Ovide, Métamorphoses [détail des éditions] [lire en ligne] (IV, 512 et suiv.).